# Городище (Узденский район)
Городище (бел. Гарадзі́шча) — деревня в Узденском районе Минской области Беларуси. Входит в состав Дещенского сельсовета.

## География
Пролегает дорога Н9342.
Ближайшие населённые пункты Корма, Зелень и др.

## История
В 1909 году застенок в Игуменском уезде Дудичской волости Минской губернии.
До 30 октября 2009 год деревня входила в состав Озерского сельсовета.

## Население

### Численность
- 2009 год — 13 человек

### Динамика
- 1999 год — 15 человек (перепись населения)
- 2009 год — 13 человек (перепись населения)[2]